# Rysskyrkogården

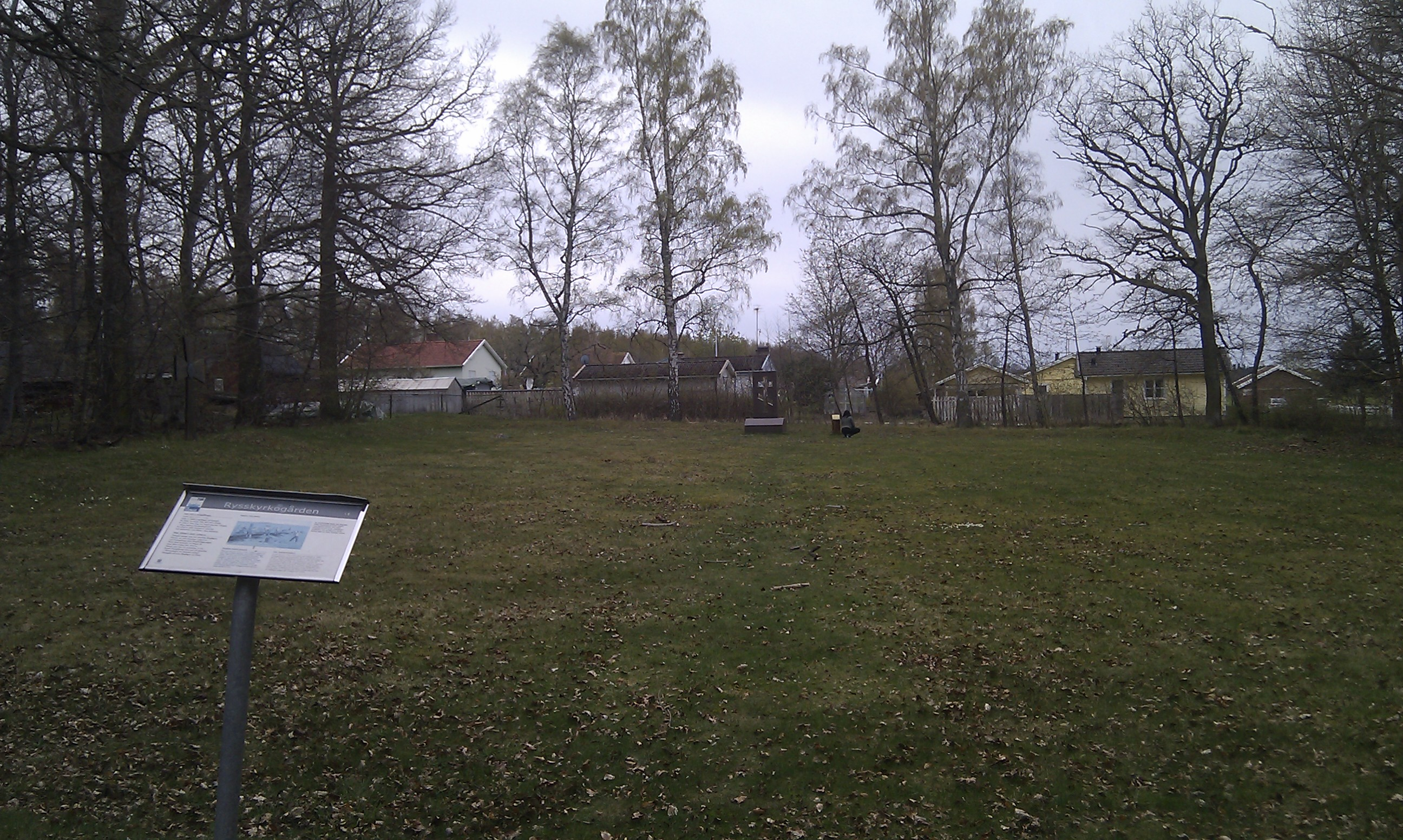
Rysskyrkogården på Visingsö

Rysskyrkogården är en begravningsplats på Visingsö där ett hundratal ryska krigsfångar ligger begravda. Begravningsplatsen användes mellan åren 1716 och 1719. 

## Bakgrund

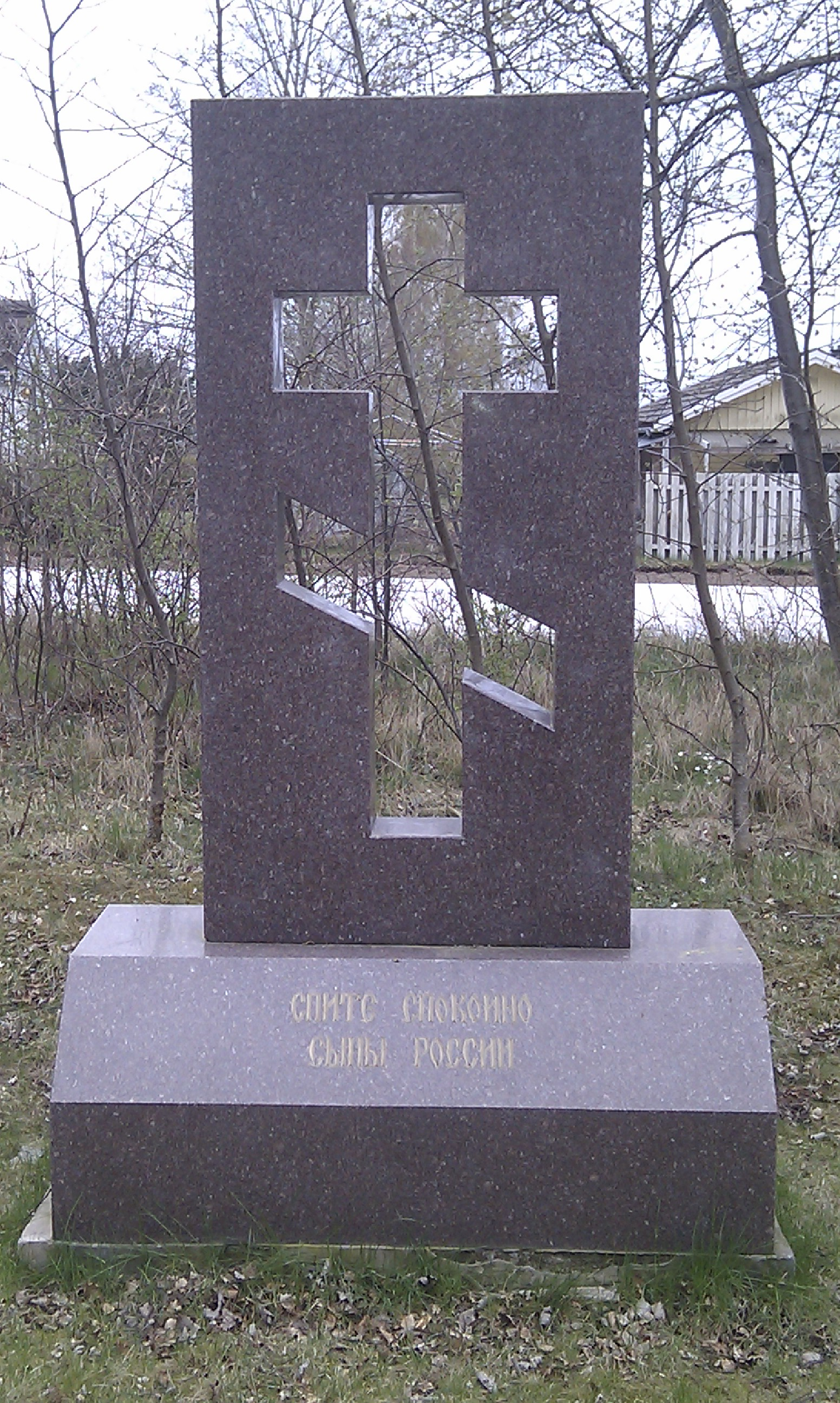
Ryska monumentet på Rysskyrkogården

På Visingsborg hölls i slutskedet av Stora nordiska kriget ett stort antal krigsfångar, företrädesvis ryssar. Så många som 2 000 fångar kan ha hållits på borgen samtidigt. Många dog under fångenskapen, och vissa av dessa begravdes på det som idag kallas Rysskyrkogården. Gravarna är omärkta, men två monument har rests på senare tid. Dels ett stort träkors, rest 1965, dels ett stenmonument med ett ryskt kors, rest av bland andra ryska ambassaden 1995.